# Caenarolia tessellatus
Caenarolia tessellatus är en tvåvingeart som först beskrevs av Christian Rudolph Wilhelm Wiedemann 1828.  Caenarolia tessellatus ingår i släktet Caenarolia och familjen rovflugor. Inga underarter finns listade i Catalogue of Life.